# 小行星11949
小行星11949，又称为加贺谷穰星，是在1993年9月19日由日本业余天文爱好者渡边和郎和圓舘金在日本北見市发现的主带小行星。
小行星11949以日本著名CG大师，天文插画家加贺谷穰命名。